# Raben
Raben er en fra Mecklenburg stammende dansk uradelig slægt, der føres tilbage til det 13. århundrede. I dag findes slægten hovedsagelig under navnet Raben-Levetzau.

## Våben
Den liggende halvdel af en flækket guld-lilje i blåt felt, på hjelmen en flyvefærdig kronet sort ravn med en guldring i næbbet.

## Historie
Slægten forgrenede sig til Preussen og Forpommern, men er nu uddød i Tyskland. Medlemmer af flere linjer kom til Danmark i 17. århundrede. Johan Otto Raben (1646-1719) trådte 1667 i dansk tjeneste som hofjunker, tjente som oberstløjtnant i Svenskekrigene og blev senere hofmarskal, Hvid Ridder, gehejmeråd og amtmand over Frederiksborg Amt og Kronborg Amter. Hans enke, Emerentzia von Levetzau (1669-1746), oprettede 16. april 1734 Grevskabet Christiansholm (se Ålholm).
Sønnen, gehejmeråd og Blå ridder Christian Frederik Raben til Ålholm, Bramslykke, Kjærstrup og Bremersvold (1693-1773), overhofmester hos dronning Sophie Magdalene, senere stiftamtmand over Lolland-Falster Stift og medlem af konseillet, var en kundskabsrig og videnskabelig interesseret mand, som blev æresmedlem af Videnskabernes Selskab. Hans søn, den senere kammerherre og assessor i Kancelliet Christian Raben (1724-1750), grevskabets første besidder, blev 26. marts 1734 optaget i den danske grevestand med flg. våben: Skjoldet firdelt med et hjerteskjold, hvori slægtens mærke, 1. og 4. felt slægten Levetzaus røde faldgitter i sølv, 2. og 3. slægten Plessens sorte dobbelt-halede tyr i guld, tre hjelme; den midterste med slægten Rabens ravn, den heraldisk højre med et liggende halvt rødt faldgitter foran fem påfuglefjer, den venstre med en påfuglehale mellem to halve røde hjul, henholdsvis slægterne Levetzaus og Plessens hjelmtegn; Skjoldholdere: Slægterne Rabens ravn og Plessens tyr.
Da han døde ugift, blev hans broder, den senere ceremonimester, gehejmeråd og Hvid Ridder Otto Ludvig Raben (1730-1791), besidder af grevskabet og fik ved patent af 31. maj 1760 ret til at føre greveligt navn og våben. Hans linje uddøde med sønnesønnen, medlem af Folketinget, grev Julius Raben til Grevskabet Christiansholm (1804-1879). Ovennævnte gehejmeråd C.F. Raben var endvidere fader til overceremonimester, gehejmekonferensråd og Hvid Ridder Sigfred Victor Raben-Levetzau til Stamhuset Restrup (1741-1819), der ifølge patent af 19. oktober 1787 førte de Levetzau'ers navn og våben i forbindelse med sit eget, til overhofmester for Sorø Akademi, gehejmeråd og Hvid Ridder Carl Adolph Raben til Næsbyholm og Bavelse (1744-1784) og til gehejmekonferensråd og Hvid Ridder Frederik Sophus Raben til Beldringe og Lekkende (1745-1820).
Sidstnævntes søn, gehejmekonferensråd Carl Vilhelm Raben-Levetzau til Bremersvold, Beldringe og substitutionen for Stamhuset Restrup (1789-1870), fik ved patent af 15. januar 1834 tilladelse til at knytte de Levetzau'ers navn og våben til sit eget. Han blev student 1807, cand.jur. 1811, var en tid legationssekretær i Haag og havde senere i en årrække sæde i Stænderforsamlingen i Roskilde. Hans hustru, Julia Adelaide Harriet, f. Bornemann (1808-1888), blev 1876 overhofmesterinde hos dronning Louise. Det barnløse ægtepar stiftede Den Raben-Levetzauske Fond og fem Raben-Levetzau-Bornemann'ske pengefideikommisser. Hans broder, kammerherre, hofjægermester, grev Josias Raben-Levetzau (1796-1889), tiltrådte grevskabet i 1879 og fik 24. maj 1881 kgl. anerkendelse af fra samme tid at være optaget i grevelig stand. Sidstnævnte var fader til grev Frederik Christopher Otto Raben-Levetzau. Ved kgl. resolutioner af 9. marts og 30. april 1904 fører lensbesidderens yngre sønner friherrelig titel og disses sønner igen blot navnet Raben.

## Hovedlinjens nyere historie
Ved tidligere udenrigsminister Frederik Raben-Levetzaus død i 1933 ønskede hans ældste søn Siegfried Raben-Levetzau ikke at overtage Ålholm, der i stedet gik til hans yngre bror baron Johan Raben-Levetzau. Siegfried overtog dog som nyder af succesorfonden for grevskabet Christiansholm lensgrevetitlen.
Johan Raben-Levetzau havde nazistiske sympatier, hvilket førte til en strid med hans ældste søn Frederik Raben-Levetzau, der derfor ikke kom til at arve slægtens lollandske godser, som i stedet gik til hans yngre halvbror John Raben-Levetzau. Denne måtte i 1995 sælge slægtens hovedbesiddelse Ålholm med tilhørende ejendomme til erhvervsmanden Stig Husted-Andersen efter tab på valutaspekulation.
Deres søster Irene Raben-Levetzau blev gift med ejeren af Frijsenborg og Wedellsborg godser lensgreve Tido Wedell og bestyrede efter sin mands død disse to store ejendomme i en årrække.[kilde mangler]

## Liste over væsentlige medlemmer af slægten
- Christian Frederik Raben (1693–1773) – gehejmeråd og amtmand
- Carl Adolph Raben (1744–1784) – gehejmeråd og amtmand
- Frederik Raben-Levetzau (1850–1933) – udenrigsminister og en af Danmarks største jordbesiddere, lensgreve til grevskabet Christiansholm og til Bremersvold, Beldringe og Lekkende
- Johan Otto Raben (1646-1719) – gehejmeråd og amtmand
- Sigfred Victor Raben-Levetzau (1741–1819) – godsejer og overceremonimester ved hoffet
- Otto Ludvig Raben (1729–1791) – godsejer og hofembedsmand
- Caroline Agnese Raben (1738–1810) hofdame hos prinsesse Sophie Magdalene og patronesse for Odense Adelige Jomfrukloster
- Carl Vilhelm Raben-Levetzau (1789–1870) – godsejer og legatstifter
- Julia Adelaide Harriet Raben-Levetzau (1808–1888) – overhofmesterinde hos dronning Louise
- Jens Peter Raben (1880-1960) - historiker, forfatter og stifter- og museumsinspektør ved museet på Sønderborg slot.
- Frederik Raben-Levetzau (1930–2003) – lokalhistorisk og skønlitterær forfatter

## se også
- Den Raben-Levetzauske Fond